# Sinagoga de Sardes
La sinagoga de Sardes es una antigua sinagoga y yacimiento arqueológico ubicado en la provincia de Manisa, Turquía. Fue descubierta en 1962 durante las excavaciones en Sardes. Se trata de una de las antiguas casas de culto judío mejor conservadas fuera de la región de Palestina. 

## Edificio
El edificio, de 120 metros de largo y 18 metros de ancho, se encuentra en el centro mismo de la ciudad, donde antes hubo un baño público. Se trata de una típica basílica, con su largo salón central flanqueado por dos filas de columnas. En el extremo del mismo hay un ábside y una mesa de mármol. Al convertir parte del baño se creó un gran salón con un atrio enfrente, en el medio del cual se ha conservado hasta el día de hoy en su totalidad una gran taza de piedra que servía para el lavado. La decoración del edificio constaba de una gran cantidad de mosaicos geométricos, y sus paredes estaban cubiertas de mármol de colores.
En las excavaciones del yacimiento se encontraron además varias inscripciones griegas y hebreas, que fueron el primer indicio de que se trataba de una sinagoga, siendo clasificado el edificio como tal.
Se cree que la sinagoga tenía aforo para unos mil oradores, lo cual es una indicación del tamaño de la comunidad judía de Sardes de la época, su importancia y su prosperidad.

## Galería

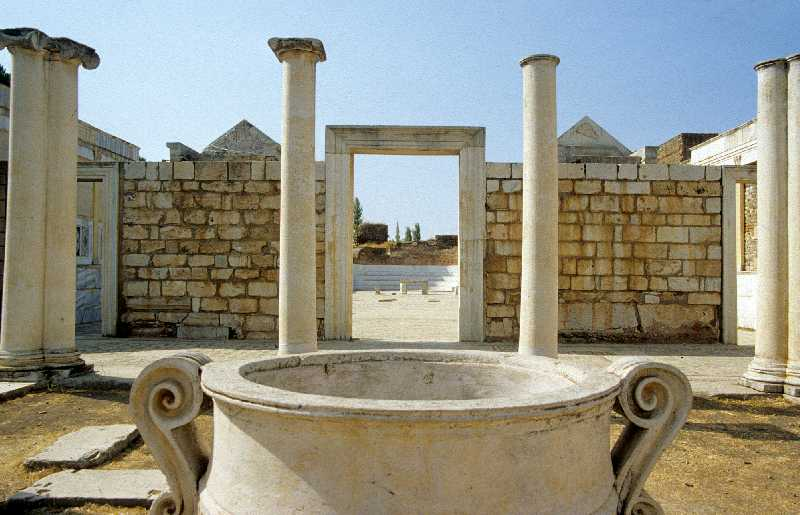
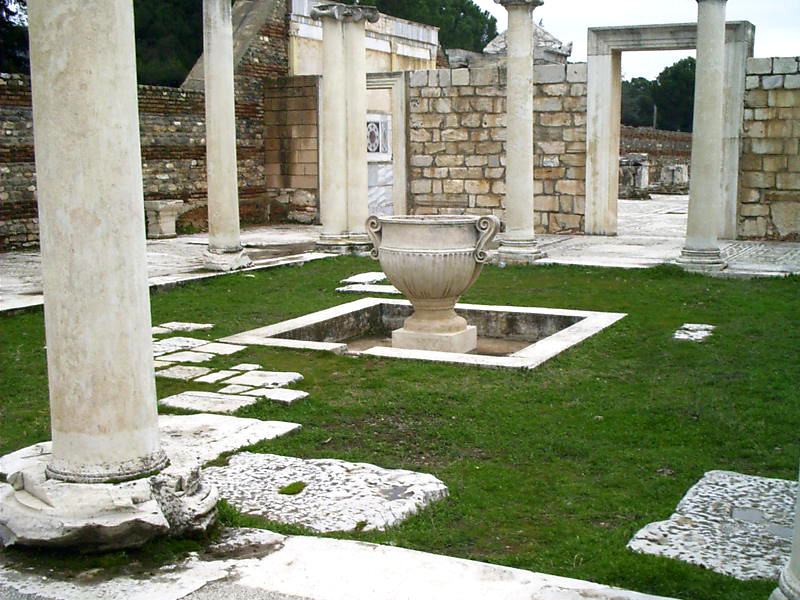
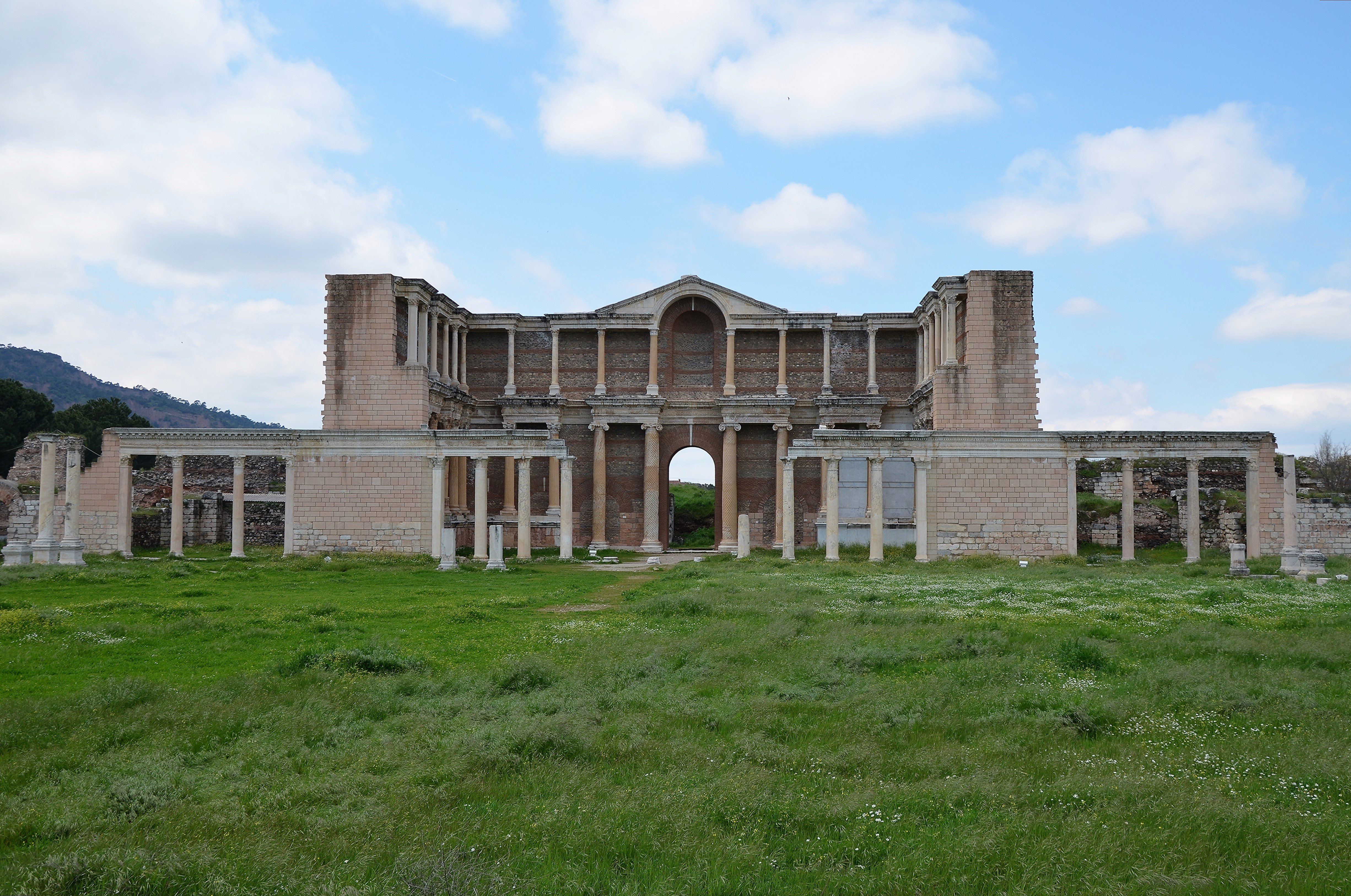
El edificio del antiguo gymnasium erigido a partir de las ruinas de la sinagoga
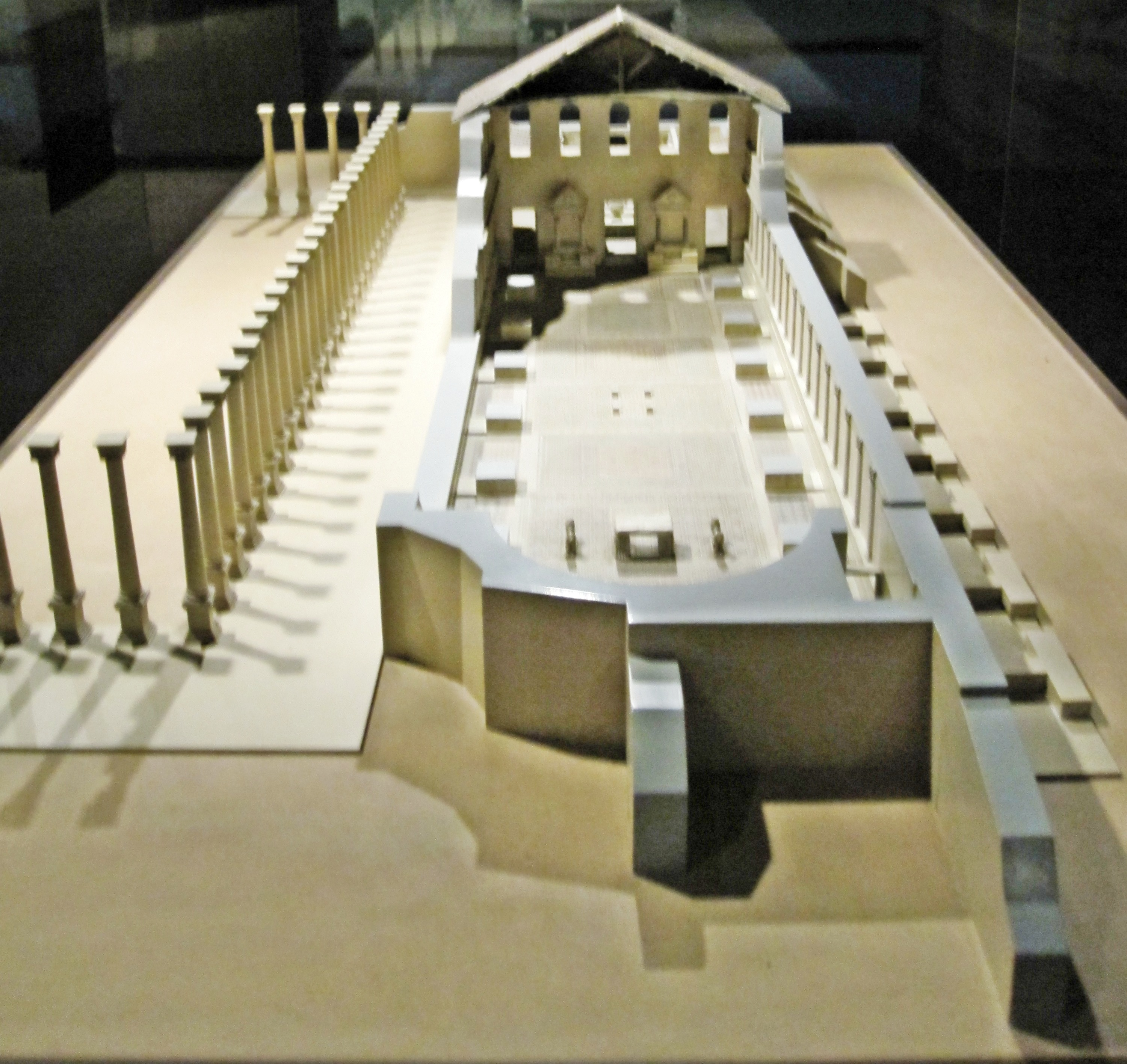
Modelo de la sinagoga de Sardes